# Peter Kotlár
Peter Kotlár (* 10. července 1978) je slovenský politik a ortoped, od října 2023 poslanec Národní rady SR a od ledna 2024 zmocněnec vlády Roberta Fica pro prověření procesu řízení a managementu zdrojů během pandemie covidu-19.

## Život a kariéra
Narodil se v roce 1978. Žije v Martině. Je vystudovaný ortoped.

### Politická kariéra
V parlamentních volbách na Slovensku v roce 2023 byl ze 130. místa kandidátní listiny SNS zvolen poslancem Národní rady. V listopadu 2023 uvedl web Štandard.sk, že Kotlár je zvažovaný kandidát na funkci místopředsedy slovenského Nejvyššího kontrolního úřadu. V prosinci 2023 uvedl, že chce spolu s předsedou strany PRO Jindřichem Rajchlem zahájit prověřování „covidového managementu“ během pandemie covidu-19.
V lednu 2024 jej vláda Roberta Fica jmenovala zmocněncem pro prověření procesu řízení a managementu zdrojů během pandemie covidu-19. V únoru 2024 navrhl udělit milost všem Slovákům, kteří byli v době pandemie nemoci odsouzeni za jakýkoliv čin spojený s protiepidemickými opatřeními. V dubnu 2024 uvedl, že v rámci svých dosavadních zjištění zjistil, že vakcíny proti covidu-19 byly možná placebo. V květnu 2024 se stal jednatelem za Slovensko o novelizaci pandemické smlouvy. Slovensko poté na jednání o její novelizaci v Ženevě jako jedna z mála zemí odmítlo její novelizaci přijmout. V evropských volbách v roce 2024 kandidoval na 12. místě kandidátní listiny SNS na funkci europoslance, ale neuspěl.
V červnu 2024 po půl roce vyšetřování ohlásil, že na Slovensku podle jeho zjištění žádná pandemie nebyla. Slovenská opozice poté vyzvala ke Kotlárovu odvolání. Kotlárovy výroky kritizovala i slovenská ministryně zdravotnictví Zuzana Dolinková. Kotlár poté uvedl, že komplexní výsledky vyšetřování představí v září 2024. Po představení výsledků zkoumání uvedl, že vakcíny způsobují rakovinu, mění lidské DNA a jsou biologickou zbraní, a navrhl tak vládě Roberta Fica okamžitě zastavit očkování mRNA vakcínami. V březnu 2025 poté uvedl, že očkování proti covidu-19 narušilo slovenský genofond a volal po urychleném svolání Bezpečnostní rady státu. Slovenská vědecká obec označila Kotlárova tvrzení za zcela nesmyslná. Krátce poté Kotlár uvedl, že o situaci jedná také s FBI.
Prezentuje se jako odpůrce očkování proti covidu-19 a příznivec názorů molekulární genetičky Soni Pekové. Do května 2024 působil v TV Slovan. Laicky se zabývá problematikou chemtrails. V únoru 2024 uvedl deník SME, že Kotlár porušuje zákon o neslučitelnosti funkcí. V květnu 2024 pak dále, že do čekáren nemocnic jsou distribuovány noviny, které propagují Kotlárovy názory.